# میگل ایکازا
میگل ایکازا (به اسپانیایی: Miguel de Icaza) (متولد ۱۹۷۲ میلادی) یک برنامه‌نویس نرم‌افزارهای آزاد متولد مکزیک است، که برای آغاز پروژه‌های گنوم و مونو شناخته می‌شود.
او که در گذشته نیز از مشکلات میزکار لینوکس و به ویژه سازگاری عقب‌رو در آن گله کرده بود، در ۵ مارس ۲۰۱۳ در وب‌نوشت خود اعلام کرد؛ که به جمع کاربران مک پیوسته و در رایانش رومیزی خود از مک اواس اکس به جای لینوکس استفاده می‌کند.

## زندگینامه
یکی از اولین نرم‌افزارهایی که برای لینوکس نوشت، مدیر پروندهٔ میدنایت کامندر بود.
او همچنین از اولین مشارکت‌کنندگان پروژه واین (Wine) بود.

## جانبداری از فناوری‌های مایکروسافت
ایکازا از استاندارد سندهای آفیس اپن اکس‌ام‌ال پشتیبانی کرد و با بسیاری از انتقادات گسترده از طرف جامعهٔ متن‌باز و جنبش نرم‌افزار آزاد مخالفت نمود.
او همچنین یکی از مدافعان قدیمی مونو—یک پیاده‌سازی آزاد از چارچوب دات‌نت—در گنوم بوده است، که این موضوع به علت حق اختراع‌هایی که مایکروسافت در مورد آن دارد مورد اختلاف بوده است.
به علت جانبداری از فناوری‌های مایکروسافت، ریچارد استالمن در روز آزادی نرم‌افزار سال ۲۰۰۹ میلادی، از او به عنوان «خائن به جامعهٔ نرم‌افزارهای آزاد» یاد کرد. ایکازا در پاسخ به او در وب‌نوشتش اشاره کرد که «به دنیایی از امکان‌ها» معتقد است و آمادهٔ گفتگو در مورد بهبود دادن نرم‌افزارهای آزاد و متن‌باز است.

## مقالات مرتبط
- میدنایت کامندر